# عودة اقتصاديات الكساد وأزمة عام 2008
عودة اقتصاديات الكساد وأزمة عام 2008 (بالإنجليزية: The Return of Depression Economics and the Crisis of 2008)‏ هو كتاب واقعي من تأليف عالم الاقتصاد الأمريكي والحائز على جائزة نوبل في الاقتصاد بول كروغمان. الكتاب هو نسخة محدثة من عمله عام 1999 «عودة اقتصاديات الكساد» ويقارن بين الأزمة المالية لعام 2008 والكساد العظيم. كروغمان هو أستاذ الاقتصاد بجامعة برينستون.

## ملخص
تناقش النسخة الأولى من الكتاب الصادرة عام 1999 أزمات الكساد من خلال دراسة الأزمة المالية الآسيوية عام 1997 وعقد اليابان المفقود [الإنجليزية]، في حين تناقش النسخة الجديدة الصادرة في 2008 أزمة السيولة التي نشأت في عام 2008 من خلال إجراءات تقشف مضللة. في الكتاب يفحص كروغمان تاريخ انهيار السوق مثل الذعر عام 1907 ومنتصف التسعينيات من انهيار تيكيلا كراش ويوضح كيف تُعرض الأنظمة المصرفية نفسها للكثير من المخاطر مما يؤدي إلى فقدان الثقة وفي النهاية الذعر وهروب رأس المال. يقترح كروغمان أن صانعي السياسة «يعيدون تعلم الدروس التي تعلمها أجدادنا خلال فترة الكساد الكبير» ويدعمون الإنفاق ويمكّنون من الوصول إلى الائتمان على نطاق أوسع.